# Gerry Lightowler
Gerard Anthony Lightowler (Bradford, 5 settembre 1940 – Dewsbury, 26 luglio 2008) è stato un calciatore inglese, di ruolo difensore.

## Biografia
Sposato con Sandra, lasciato il calcio giocato, divenne amministratore del Gomersal Cricket Club.
É morto per un tumore al cervello nel 2008.

## Carriera
Formatosi nella rappresentative del St Bede's Grammar School, Lightowler passa nel dicembre 1958 al Bradford PA, club della Fourth Division. Esordisce con il suo club nell'ultima partita della stagione 1958-1959, vinta per 5-1 contro l'Aldershot. Divenuto professionista nel 1961, con il BPA ottiene la promozione in terza serie al termine della Fourth Division 1960-1961, chiusa al quarto posto finale. Retrocesso con i suoi al termine del campionato 1962-1963, Lightowler resta in forza al club di Bradford sino al 1968.
Nella sua militanza con il Bradford Park Avenue ha giocato tra campionato e coppe 229 partite, segnando due reti.
Nel 1968 si trasferisce negli Stati Uniti d'America per giocare nel Los Angeles Wolves, società militante nella neonata NASL. Con i Wolves ottenne il terzo posto della Pacific Division, piazzamento insufficiente per ottenere l'accesso alla fase finale della North American Soccer League 1968.
Ritornato in patria, nell'ottobre 1968 torna a Bradford ma sponda City, con cui ottiene la promozione in terza serie al termine della Fourth Division 1968-1969. Con il Bradford City ha giocato tra coppa e campionato 12 partite.
Lasciato il calcio professionistico gioca nel Guiseley.